# Gustav Nezval
Gustav Nezval (18. listopadu 1907 Řečkovice – 17. září 1998 Praha) byl český divadelní, filmový a televizní herec.
Ve filmech působil ze začátku především v rolích milovníků, po válce pak účinkoval především v různých vedlejších rolích. Jeho nejvýznamnější rolí byla postava Jana Cimbury ve stejnojmenném filmu, natočeném podle románu Jindřicha Šimona Baara. Za tuto roli získal v roce 1942 Národní cenu. Co se týče divadelní kariéry, hrál krátce v Národním divadle, pak u několika venkovských společností, v Divadle Vlasty Buriana a od roku 1942 až do konce své divadelní kariéry působil ve Vinohradském divadle. Byl ženatý s tanečnicí Trudi Nortenovou (vlastním jménem Gertruda Nettlová), s níž měl dva syny, Petra a Jiřího.

## Život
Narodil se jako Augustin Nezval v rodině zámečníka Františka Nezvala a jeho ženy Aloisie. Ačkoliv si maminka přála, aby se stal knězem, vystudoval průmyslovku, odešel do Prahy a začal zde pracovat jako stavební kreslič. V roce 1926 uspěl v konkurzu do Národního divadla a dva roky tam působil jako elév. Poté vystřídal několik angažmá u různých divadelních společností, působil mimo jiné v Českých Budějovicích (1931–1932), Ostravě (1935–1938), Brně (1938–1941) a také v Praze. V roce 1942 přišel do Divadla na Vinohradech, kde zůstal až do svého odchodu do důchodu v roce 1976. V osmdesátých letech v tomto divadle občas hostoval, své poslední divadelní představení tam odehrál v listopadu 1997, kdy Vinohradské divadlo (podobně jako Nezval) slavilo své devadesáté výročí.
Kromě filmu úspěšně spolupracoval s rozhlasem, od počátku dramatického vysílání Československé televize ho diváci vídávali na obrazovce v mnoha inscenacích a seriálech.
V červenci 1937 se oženil s Trudi Nortenovou, s níž prožil šťastné manželství, které ukončila až její smrt v roce 1994. Byl jedním z mála herců, který se zastal své kolegyně Jiřiny Štěpničkové, když byla obviněna z kolaborace.
V roce 2005 vydala Pavlína Vajčnerová o Nezvalovi profilovou knížku Gustav Nezval: Oči spíše sympatické.

## Filmografie
- 1937 Armádní dvojčata (npor. Zdeněk)
- 1937 Jarčin profesor (dr. Karel Stržický)
- 1938 Děti na zakázku (MUDr. Karel Matys)
- 1938 Ideál septimy (Ing. Ivan Kareš alias skladatel Michal Martan)
- 1939 Dvojí život (povaleč Slaba)
- 1939 Osmnáctiletá (Antonín Perný)
- 1939 Ženy u benzinu (sedlák Karel Loukota)
- 1940 Babička (Černý myslivec)
- 1940 Maskovaná milenka (Leon z Costy)
- 1940 Muzikantská Liduška (Toník Jareš)
- 1940 Pelikán má alibi (vrchní komisař Moudrý)
- 1941 Jan Cimbura (Jan Cimbura)
- 1941 Noční motýl (npor. Varga)
- 1941 Muži nestárnou (lesník Jan Parner)
- 1941 Tanečnice (princ Maxmilián ze Sylvánie)
- 1944 Děvčica z Beskyd (Tomáš Hanulík)
- 1944 Počestné paní pardubické (rychtářský písař Prokop Trubka)
- 1946 Muži bez křídel (Petr Lom) – Film oceněný Velkou cenou na MFF v Cannes 1946
- 1947 Nikola Šuhaj (Nikola Šuhaj)
- 1948 Ulica Graniczna (role neurčena)
- 1949 Vzbouření na vsi (Valenta)
- 1950 DS 70 nevyjíždí (dr. Vítek)
- 1950 Veselý souboj (mjr. Zahrádka)
- 1952 Plavecký mariáš (Šebek)
- 1953 Expres z Norimberka (plk. Prokop)
- 1953 Ještě svatba nebyla (Francek Gajdoš)
- 1956 Nevěra (Lang)
- 1957 Legenda o lásce (hvězdopravec)
- 1958 Hlavní výhra (číšník)
- 1958 Zatoulané dělo (plk. Hanzlík)
- 1959 Mstitel (zedník Kryštof)
- 1959 Zkouška pokračuje (herec)
- 1961 Malý Bobeš (Libra)
- 1962 Prosím, nebudit (Petr Parléř)
- 1962 Vánice (chatař na Výrovce)
- 1969 Hvězda (Roman)
- 1970 Velká neznámá (profesor)
- 1971 Šance (překladatel)
- 1973 Dny zrady (dr. Kamil Krofta)
- 1974 Sokolovo (mjr. Vrbenský)
- 1975 Akce v Istanbulu (Kment)
- 1982 Šílený kankán
- 1987 Šašek a královna
- 1998 Je třeba zabít Sekala (sedlák Štverák)